# Trakiszki (rejon poniewieski)
Trakiszki (lit. Trakiškiai) – opuszczona wieś na Litwie, w rejonie poniewieskim w okręgu poniewieskim, w pobliżu Poniewieża.